# Broncho Billy and the Indian Maid
Pour plus de détails, voir Fiche technique et Distribution.
Broncho Billy and the Indian Maid est un film muet américain réalisé par Broncho Billy Anderson et sorti en 1912.

## Fiche technique
- Titre : Broncho Billy and the Indian Maid
- Réalisation : Broncho Billy Anderson
- Scénario :
- Photographie :
- Montage :
- Producteur :
- Société de production : The Essanay Film Manufacturing Company
- Société de distribution : General Film Company
- Pays de production :  États-Unis
- Langue : film muet avec les intertitres en anglais
- Format : Noir et blanc — 35 mm — 1,33:1 — Muet
- Genre : Western
- Durée : 10 minutes
- Date de sortie :
  - États-Unis : 29 juin 1912

## Distribution
- Broncho Billy Anderson : Broncho Billy
- Vedah Bertram : Laughing Fawn
- Arthur Mackley : le père de Laughing Fawn
- Brinsley Shaw : Bart McGrew
- Fred Church : le shérif
- Louis Morisette
- Al Parks